# Die Frauen des Herrn S.
Die Frauen des Herrn S. ist ein kabarettistischer Spielfilm unter der Regie von Paul Martin, der 1951 einige Züge Deutschlands unter den vier Besatzungsmächten persiflierte.

## Handlung
Die Handlung wurde – mit großen historischen Freiheiten – in das besiegte und besetzte Athen nach dem Peloponnesischen Krieg (404 v. Chr.) verlegt, wo Herr S. (= Sokrates, gespielt von Paul Hörbiger) aus verdeckten persönlichen Gründen der athenischen Volksvertretung und den vier Besatzungsmächten die Doppelehe für Männer vorschlägt. Nach außen hin geht es ihm darum, die vielen Kriegerwitwen zu versorgen. Seine tiefere Absicht aber ist es, neben der zänkischen Xanthippe die schöne Sklavin Euritrite als Nebenfrau zu freien.
Dies führt zu lustspielhaften Verwicklungen. Die vier Besatzungsmächte der Makedonen (= US-Amerikaner), Perser (= Russen), Kreter (= Engländer) und Korinther (= Franzosen) werden sachte veräppelt. Das Gesetz wird auf Anraten Sokrates’ mit einer anonymen Gegenstimme angenommen, damit jeder zu Hause behaupten könne, er sei das gewesen. Sokrates könnte Euritrite heiraten. Xanthippe aber begünstigt die gegenseitige Verliebtheit Euritrites und des Sokrates-Schülers Platon (der aus lauter Verzweiflung bereits die platonische Liebe erfunden hatte), und auch die anderen Frauen wissen ihren Männern die Freude an dem neuen Gesetz zu verderben. Sokrates entdeckt heimlich die beiden beim Tête-à-tête, ändert weislich seine Absicht, und seine Stimme gibt den Ausschlag, dass das Gesetz wieder abgeschafft wird.

## Zum Film
Die Frauen des Herrn S. entstand ausschließlich in den Ateliers in Wiesbaden. Uraufführung war am 10. August 1951 in Köln. Der Film, der auch einiges Verständnis der nicht immer geistlosen Scherze über die griechische Antike voraussetzte, war an den Kinokassen ein Misserfolg.
Ralf Wolter gab hier in einer kleinen Rolle sein Filmdebüt.
Der Titel wurde in dem Pornofilm Die Mädchen des Herrn S aus dem Jahr 1976 persifliert.

## Kritik
Das Lexikon des internationalen Films urteilte, der Film sei „ein geistig weitgehend niveauloses kabarettistisches Lustspiel.“